# Religiozna pedagogija
Religiozna pedagogija (katehetika) je bogoslovska znanstvena grana.

## Predmet proučavanja
Religiozna pedagogija je znanstvena disciplina koja se bavi katehezom u surječju crkvene prakse kateheza, t.j. crkvenog navještaja kršćanske poruke koji smjera odgoju vjere. U širem smislu u ova grana obuhvaća cjelokupne kršćanske odgojno-obrazovne procese. U užem pak smislu se bavi prenošenjem sadržaja kršćanske vjere na djecu i mladež na strogo pedagoški način, primjerice kateheza sakramenata. Unatoč tome, katehetika nije ograničena samo na tu dobnu skupinu, nego se bavi i davanjem kršćanskih prouka i poduka i odrasloj populaciji. Stoga je u središtu djelovanja ovoj grani školski i župni vjeronauk. 

## Povijest
Kao znanstvena disciplina katehetika je nastala 1774. godine. Tada se prema projektu benediktinskog opata Franza Stephana Rautenstraucha, uvelo katehetiku u sve bogoslovne škole. Odluku je potpisala sama austrijska carice Marija Terezija.
Značajan doprinos utemeljenju katehetike kao neovisne znanosti dao je i Johann Baptist von Hirscher svojim djelom Katechetik iz 1831. godine. Intenzivniji razvitak ove discipline bilježi se od konca 19. stoljeća. U prvoj se fazi, koja je trajala u zadnjim desetljećima 19. i prvim desetljećima 20. stoljeća naglašenije skrbilo za didaktičko-metodičke stvari, odnosno za pedagoška pitanja.
Nova pedagoška i psihološka strujanja pridonijela su razvitku do Drugog vatikanskog sabora. U posaborskom se ozračju premislilo katehetsku praksu u surječju nove slike Crkve, osnovalo se katehetska učilišta i ustanove, širilo izdanja. Za vrijeme kerigmatskog pokreta naglašeno se skrbilo za vjerske sadržaje, odnosno za bogoslovnu stranu katehetike. Isusovac Josef Andreas Jungman je slikovito kazao da dogmu treba poznavati, a kerigmu naviještati.

## Vanjske poveznice
- Milan Šimunović, Fundamentalna katehetika  Arhivirana inačica izvorne stranice od 27. listopada 2011. (Wayback Machine), skripta, Teologija u Rijeci, www.rijeka.kbf.hr
- Katedra religiozne pedagogije i katehetike  Arhivirana inačica izvorne stranice od 3. ožujka 2016. (Wayback Machine) Katoličkog bogoslovnog fakulteta u Zagrebu
- Teološko-katehetski odjel, Sveučilišta u Zadru